# بردی (فیلم)
بِردی (انگلیسی: Birdy) فیلمی در ژانر جنگی و درام به کارگردانی آلن پارکر است که در سال ۱۹۸۴ منتشر شد. از بازیگران آن می‌توان به متیو موداین، نیکلاس کیج، کارن یونگ، و برونو کیربی اشاره کرد. این فیلم در سی و هشتمین جشنواره فیلم کن برنده جایزه بزرگ شده است.

## بازیگران
- متیو موداین در نقش بِردی
- نیکلاس کیج در نقش آلفونسو «آل» کُلمباتو
- جان هارکینز[۱] در نقش دکتر/سرگرد وایس
- سندی بارون در نقش آقای کلمباتو
- کرن یانگ در نقش هانا رورک
- برونو کیربی در نقش فیل رنالدی
- نانسی فیش[۲] در نقش خانم پریوُست
- جُرج باک[۳] در نقش پدر بِردی
- دولورس سیج[۴] در نقش مادر بِردی